# 松井寛
松井 寛（まつい ひろし、1967年3月20日 - ）は、日本の音楽家。北海道出身。血液型はB型。

## 来歴
幼少期よりピアノ・エレクトーンを習い、ヤマハJOC（ジュニアオリジナルコンサート）に参加し、作曲理論やコードを学ぶ。高校在学中に、PARCO主催・坂本龍一が審査員を務めた多重録音コンテスト「PARCOオルガン坂大賞」にて2位を受賞。高校卒業後、PARCOの音楽出版預かりのCM音楽作曲家として活動する。
その後、歌謡曲の作曲・編曲を開始し、平行してアナログ12インチ・レコードの自主制作・販売を始め、その中の1枚が、ニューヨークのインディー・レーベルによりライセンス発売され、ビルボード等に紹介される。
本人のTwitterの発言によると、エゴサーチで自身の悪口を言われているのを発見すると、若干アガるとのこと。

## リーダー作
- アルバム
  1. CALL YOU BACK（1991年12月21日 アルファレコード）
  2. Mirrorball Flare + Royal Mirrorball Discotheque （2014年3月12日 avex trax）
  3. Royal Mirrorball Classic 92〜03（2015年12月1日 御中レコード/WANTYOU! records）
  4. MasterFlare vol-1 （2018年10月29日 御中レコード/WANTYOU! records)

- EP
  - MasterFlare vol-2 （2019年4月28日 御中レコード/WANTYOU! records)
  - MasterFlare for Comiket 96 「UG」  （2019年8月12日 御中レコード/WANTYOU! records）
  - MasterFlare DF （2019年10月27日 御中レコード/WANTYOU! records)

- シングル
  - ROYAL MIRRORBALL Unreleased Project Vol.1（12インチ 2000年 Royal Mirrorball Syndicate）[3]
    - A1. (earth in) Blue
    - B1. Pitter Patter

  - Super Love （12インチ 2003年 Royal Mirrorball Syndicate）
    - A1. Super Love - Original Mix Edit
    - A2. Super Love - Cool Classic Mix
    - B1. Super Love - E-Q Raw Mix

- 配信
  - MAS30 （feat. 書上奈朋子） （2015年5月1日 御中レコード/WANTYOU! records）
  - Morden Solfege（feat. JHoneyBear）（2015年6月2日 御中レコード/WANTYOU! records）
  - 曾根崎心中 （2015年6月11日 御中レコード）
  - MAS31（feat. 書上奈朋子）（2015年10月7日 御中レコード/WANTYOU! records）
  - Disrailrhythmik（2015年11月14日 御中レコード/WANTYOU! records）

- コンピレーション参加
  - La Ronde （1991年 BPM Records）
    - Gioblitz

  - Sounds Of Far East Dance music Vol.1 （1993年 BMG King Street）
    - Samba De Howa Howa (Vooie Sisters)

  - Fura （1998年5月27日 Universal）
    - ザ・ナイト・アウェイ〜アイ・ビリーヴ・イン・ミラクル(Hiroshi Matsui feat.Suzi Kim)

- アナログ盤再発
  - SANBA DE HOWA HOWA (STUDIOMULE19) -  2019年5月9日 Studio Mule)
  - (Earth In) Blue (RHSTOREJPN9) - 2022年12月(Rush Hour)
  - LOVE FROM TOKYO 1991 - 2003 (2LP VINYL)　- 2023年9月　(SOUND OF VAST)[4]

## プロデュース

### アーティスト
- Sober（2015年〜2017年  御中レコード/WANTYOU! records）
- D49 - 旧 Geisterbahnhofe（セルフプロデュース）（2015年〜 御中レコード/WANTYOU! records）
- Ateliemo -アトレモ- （2017年〜 御中レコード/WANTYOU! records）

## 楽曲提供

### 歌手・アーティスト
あ行
- アイカツ！　
  - 星空のフロア　（わか from STAR☆ANIS & るか from AIKATSU☆STARS!） (作曲・編曲)
  - SHINERS  (トライスター / りすこ・れみ・ゆな) (作曲・編曲)
- 阿久津健太郎
  - Shining love （編曲）
- アクツスキー
  - 海をゆくはたらく船 （編曲）[5]
- 安室奈美恵
  - GOOD-NIGHT （編曲）
- AWA 
  - 愛の行方〜Love Unlimited〜 （作曲・編曲）
  - 愛の行方〜Love Unlimited〜 royal mirrorball Extended mix （ロングヴァージョン） （作曲・編曲）
- Whoops!!
  - LOVE LOVE Phantasy （作詞・編曲）
  - いつか （作曲・編曲）
  - Urban　Cowgirls （編曲）
- ウォレス・チョン
  - 視覚動物 （編曲）
  - 華山 （編曲）
- 恵比寿★マスカッツ
  - ビビる-Bodyで-Boo　（編曲）
  - WON’T BE LONG （編曲）
- 荻野目洋子
  - ダンシング・ヒーロー (Eat You Up) （リミックス）
  - フラミンゴ in パラダイス （リミックス）
  - HEART BREAKER （編曲）
- 男の浪漫
  - sweet sansation （編曲）
  - 鯔の行列 （作曲）
- 乙女番長
  - STAND UP!〜今日も明日も〜 （作曲・編曲）
  - 4×8 （作曲・編曲）
  - Bitter Sweet （作曲・編曲）
  - 恋の手ほどき A B C （作曲・編曲）
  - いつか、また。〜ボクラノアシタ〜 （編曲）
  - A.K.B. （編曲）
  - Intro （作曲・編曲）
  - Logo 1 （作曲・編曲）
  - Logo 2 （作曲・編曲）
  - Interlude 1 （作曲・編曲）
  - 恋はバッファローのように （編曲）
  - Logo 3 （作曲・編曲）
  - Interlude 2 （作曲・編曲）
  - Logo 4 （作曲・編曲）
  - かもめのコラソン （作曲・編曲）
  - 愛の宇宙（原題：Universe of Love） （編曲）
  - Logo 5 （作曲・編曲）
  - イルカラ （作曲・編曲）
- 音楽ガッタス
  - 鳴り始めた恋のBell （編曲）
  - 抱きしめて…涙 （編曲）
  - 愛されたい 愛されたい （編曲）

か行
- 海福知弘
  - KISSが届かない （編曲）
  - GIVE ME A TOY （編曲）
  - SWEET MYSTERY （編曲）
  - DAY DREAM （編曲）
  - KIKI （編曲）
  - GLOW （編曲）
  - TAKE IT （編曲）
  - ダンスが泣いた夜 （編曲）
  - 腕の中のビーナス （編曲）[6]
  - LITTLE WING （編曲）
- 加藤ミリヤ
  - Beautiful （編曲）
- 金丸淳一
  - suddenly （編曲）
  - 二人より一人 （作曲・編曲）
  - video killed the radio star （ラジオスターの悲劇） （編曲）
  - 上を向いて歩こう （編曲）[7]
- Calyn
  - One Wish （編曲）
  - Shades of Love （作曲・編曲）
  - Door （作曲・編曲）
- 華原朋美
  - I BELIEVE 2004 （編曲）
  - I'm proud 2005 （編曲）
- 神子雅
  - 風に会いましょう （編曲）
  - プリズム・レイン （編曲）
  - 忘れないで （編曲）
- 嘉陽愛子
  - さすらいの天使 （編曲）
  - Monday morning blue （演奏）
- Candy
  - Bye & Thanks （作曲・編曲）
  - PLASTICLOVE （編曲）
  - Promise （編曲）
  - no reason （編曲）
- K
  - Last Love （編曲）
  - Layla （編曲）
- KMC
  - H （編曲）
- ココア男。
  - ヒリヒリしようよ、、、 （作曲）
  - ASIA NOW （編曲）
- 子安武人
  - 思い出と呼べない （作曲・編曲）
  - Loving you （作曲・編曲）
- 近藤千鶴
  - ロマンスが今… （編曲）[8]

さ行
- 笹本安詞
  - WONDER LOVE（編曲）
  - I WANT YOU（編曲）
  - NEVER GIVE UP（編曲）
  - My Girl 好きだから（編曲）
- 鷺巣詩郎
  - STUCK ON ME （編曲）[9]
  - Love Calling 2000 (Royal Mirrorball Version)
  - SING A SONG (prelude) （プログラミング）
  - REACH FOR THE TOP （ブラスアレンジ）[10]
  - DON'T LEAVE ME （ストリングスアレンジ）[11]
  - I'LL BE ALWAYS ON YOUR MIND （ストリングスアレンジ）[11]
  - EVERY GENERATION （ブラスアレンジ・ストリングスアレンジ）[10][11]
  - IF YOU EVER （ストリングスアレンジ）[11]
  - SWEET INSPIRATION （ブラスアレンジ・ストリングスアレンジ）[10][11]
  - EYES （ブラスアレンジ・ストリングスアレンジ）[10][11]
  - YOUR LIFE （ブラスアレンジ）[10]
  - WHY PRETEND （ブラスアレンジ・ストリングスアレンジ）[10][11]
  - SING A SONG （プログラミング・ブラスアレンジ・ストリングスアレンジ）[10][11]
- 桜井智
  - Silky Rain （編曲）
- 佐藤美樹
  - あなたはカメラ （編曲）[12]
  - ここで暮らそう （編曲）[12]
  - Lucky Day （編曲）
- G
  - I am GHOST -孤独な人生- ft.Sowelu (-Royal Mirrorball Mix-) （リミックス）
- CQC's
  - ゆるふわWeekend （編曲）
  - wanna be your… （作曲・編曲）
- Shiggy Jr.
  - I like it （編曲）
  - Groove Tonight（編曲）
- JS
  - Take a chance royal mirrorball mix （リミックス）
- Juice=Juice
  - 生まれたてのBaby Love （編曲）
  - TOKYOグライダー（編曲）
  - ノクチルカ（作曲・編曲）
- JUNO
  - Fate （編曲）
  - Cry （編曲）
  - with （編曲）
- 少年隊
  - Zig-Zag （編曲）
- Jonathan
  - ごめんね。 （編曲）
  - Hug & Kiss （編曲）
  - 夢のまた夢（編曲）
- CIRGO GRINCO
  - 今日に恋しよう (作曲)
- SILVA
  - ハッピーエンド (Single Version) （編曲）
- 城田優
  - U （編曲）
- SING LIKE TALKING
  - 心の扉 -Dance Like Walking mix- （リミックス）
- SweetS
  - Never ending story （作曲・編曲）
  - 暑中お見舞い申し上げます （編曲）
  - resistance 〜マケナイキモチ〜 （作曲・編曲）
  - Bitter sweets （作曲・編曲）
- 翠玲
  - Sunny Side Story （作曲・編曲）
  - アピール into the night mix （リミックス）
  - がんばって royal mirrorball mix （リミックス）
- Suzi Kim
  - Try me -Bay flower mix- （リミックス）
- SUPER MONKEY'S 4
  - 愛してマスカット （編曲）[7]
- Serena
  - ピンクの弾丸（作曲・編曲）[13]
  - CHANGE!!! （編曲）
- ZERO
  - Looking for love （編曲）
  - Virgin Red （編曲）
  - シルエット・ロマンス （編曲）

た行
- 高杉さと美
  - 涙 （編曲）
  - 行方 （編曲）
  - プライド・ゲーム （編曲）
- 高橋由美子
  - アルバム『PEACE!』（リズムプログラム）
- 田原俊彦
  - キミニオチテユク （編曲）
- 知念里奈
  - PINCH〜Love me deeper〜 （編曲）
  - PRIDE + JOY （編曲）
- D-51
- Stand Up! （編曲）
- DiVA
  - Blue rose -DiVA ver.- （編曲・リミックス）
  - No Way Out （編曲）
  - MARIA -DiVA ver.- （編曲）
  - 君はペガサス -DiVA Ver.- （編曲）
- 天上智喜
  - Stand Up People （編曲）
  - One More Time,OK? -Royal Mirrorball Mix- （編曲）
- 寺嶋由芙 with 西寺郷太
  - 今日は渋谷で5時 (編曲)
- 東京女子流
  - キラリ☆ （編曲）
  - キラリ☆Album Mix （編曲・リミックス）
  - おんなじキモチ （編曲・リミックス）
  - 頑張って いつだって 信じてる （編曲・リミックス）
  - ヒマワリと星屑 （編曲・リミックス）
  - Love like candy floss -TGS ver.- （編曲・リミックス）
  - きっと 忘れない、、、 （作曲・編曲・リミックス）
  - 鼓動の秘密 （編曲・リミックス）
  - サヨナラ、ありがとう。 （編曲）
  - Limited addiction （編曲・リミックス）
  - Don't Be Cruel （編曲・リミックス）
  - Liar （編曲・リミックス）
  - W.M.A.D （編曲）
  - Rock you! （編曲・リミックス）
  - Intro（『Limited addiction』） （作曲・編曲）[14]
  - Outro（『Limited addiction』） （作曲・編曲）[14]
  - 追憶 （編曲・リミックス）
  - 追憶 -Single Version- （編曲・リミックス）
  - 大切な言葉 （編曲・リミックス）
  - Sparkle （作曲・リミックス）
  - Regret. （編曲）
  - 僕の手紙 （編曲）
  - 眩暈 feat. バニラビーンズ （編曲）
  - LolitA☆Strawberry in summer （編曲）
  - Bad Flower （編曲・リミックス）
  - ディスコード （編曲）
  - Intro（『約束』） （作曲）
  - Outro（『約束』） （作曲）
  - それでいいじゃん （編曲）
  - 月とサヨウナラ （作曲・編曲・リミックス）
  - 幻 （編曲）
  - Overnight Sensation 〜時代はあなたに委ねてる〜 （編曲）
  - ふたりきり （編曲・リミックス）
  - 約束 （編曲）
  - 運命 （編曲・リミックス）
  - Mine （編曲・リミックス）
  - Partition Love （編曲・リミックス）[15]
  - 十字架 （編曲）
  - 十字架 〜映画「学校の怪談 -呪いの言霊-」 Ver.〜 （編曲・リミックス）
  - Intro（『Killing Me Softly』） （作曲・編曲）
  - Outro（『Killing Me Softly』） （作曲・編曲）
  - Killing Me Softly （編曲）
  - pain （編曲・リミックス）
  - 恋愛エチュード （作曲・編曲）
  - ずっと 忘れない。 （編曲）
  - Mine （編曲・リミックス）
  - Count Three -TGS version- （作曲・編曲）
  - Sweet Emotion （編曲）
  - Say long goodbye （編曲）
  - GAME （作曲・編曲）
  - Stay with me （編曲）
  - A New Departure （作曲・編曲）
  - 加速度 （編曲）
  - Never ever （Royal Mirrorball vs MODEWARP Main mix） （リミックス）[16]
  - Never ever （Royal Mirrorball vs MODEWARP Dub mix） （リミックス）[16]
  - 純白の約束　（リミックス）
  - White Snow （リミックス）
  - Get the Star （リミックス）
  - Last Forever （リミックス）
  - ミルフィーユ　（リミックス）
  - 君へ　（リミックス）
  - リフレクション　（リミックス）
  - 深海　（リミックス）
    - ※ほとんどの楽曲の編曲を担当しステージにもサポート出演している。
    - ※上記以外にもリミックスを多数担当している（『Royal Mirrorball Discotheque』を参照）。
- 東京パフォーマンスドール
  - 夏のススメ -Summer Vacation- （編曲）
- 東方神起
  - どうして君を好きになってしまったんだろう? －Royal Mirrorball Mix－（リミックス）
- dream ＋ SweetS ＋ 嘉陽愛子
  - Let's Hang On （編曲）

な行
- 名取香り
  - Player （編曲）
  - Interlude- URARA- （作曲・編曲）
  - Darling （編曲）
  - This time （編曲）
  - Romeo （作曲・編曲）
  - Lovespace －Royal Mirrorball Mix－ （リミックス）
- 西恵利香
  - MUSICを止めないで （リミックス）
  - あなたへのエール （編曲）
  - 情熱アンドゥ （編曲）
  - 夕日 （編曲）
  - ルージュの首飾り （編曲）
  - 予感 （リミックス）
- Negicco
  - Summer Breeze （リミックス）
- 野水いおり
  - トリックスター （リズムアレンジ）

は行
- バニラビーンズ
  - 女はそれを我慢しない（作曲・編曲）
- 平山三紀
  - パーフェクト・サマータイム （作曲・編曲）[9]
- 広瀬香美
  - 愛があれば大丈夫 （リズムプログラム）
- ピンク・レディー
  - カルメン'77 (ROYAL MIRROR-BALL MIX) （リミックス）[17]
  - ピンク・タイフーン (DISCO CLASSIC MIX) （リミックス）[17]
  - S・O・S (HAPPY PEOPLE MIX) （リミックス）[17]
  - カメレオン・アーミー (TECHNO MIX) （リミックス）[17]
- ビンゴ〜レ ボンゴレ
  - サンバ で 夏だ （編曲）
- フルーツ大統領
  - 僕らのうた （編曲）
- pool bit boys
  - lunatic treasure (ACROSS THE UNIVERSE MIX)  （リミックス）
- predia
  - ふたり記念日 （編曲）
- Berryz工房
  - Mythology〜愛のアルバム〜 （編曲）
- HOSSY
  - D.I.S.C.O.!!! （作曲・編曲）
- mur mur
  - 勝利の女神 （作曲・編曲）

ま行
- 観月ありさ
  - 大好き! （作曲・編曲）
  - 太陽の島 （作曲・編曲）
  - breeze〜海からの電話〜 （編曲）
  - 満天の星の下で （編曲）
  - INTO THE NIGHT （編曲）
  - 輝いていて〜10years after〜 （編曲）
  - PITTER PATTER （作詞・作曲・編曲）
  - 優しい手のひら （編曲）
- MISIA
  - つつみ込むように… （編曲）
  - つつみ込むように… (DAVE DUB MIX) （編曲）
  - Never Gonna Cry! （作曲・編曲）[9]
  - 花/鳥/風/月 （作曲・編曲）[18]
  - Never gonna cry! strings overture （作曲・編曲）[19][9]
  - MELODY （作曲・編曲）
  - INTO THE LIGHT （作曲・編曲）
  - One! （作曲・編曲）[9]
  - 愛しい人 （作曲・編曲）[20]
  - Sweet pain （編曲）
  - 雨の日曜日 （編曲）
  - INTO THE LIGHT (15th ver)  （作曲・編曲）
  - あなたにスマイル （編曲）
- ミトカツユキ
  - Northern Blood Funk Special （作曲）[21]
  - SHINE feat.TAKE from Skoop On Somebody,JiN （作曲・編曲）
  - Everybody Dance （作曲・編曲）
- 南青山少女歌劇団
  - MILLION KISS （編曲）
- モーニング娘。
  - 笑顔YESヌード （編曲）
  - BE ポジティブ! （編曲）
- MONA
  - Your Love （編曲）
  - Your Love -NEO FACTORY MIX- （リミックス）
- 諸星和己
  - ECSTASY （編曲）

や行
- 山田優
  - REAL YOU （作曲・編曲）
  - REAL YOU (Army Slick's scratch build vocal) （作曲・編曲）
- 山口紗矢佳
  - Wish for Flower (編曲)
- ゆっきゅん
  - 隕石でごめんなさい　(作曲・編曲)[22]
- You
  - Psychical Island （演奏）

ら行
- Love Lights Fields
  - Don't stop the dance〜メッセージ フロム オデッセイ〜 （作曲・編曲）[23][24]
  - Secret feeling （編曲）[24]
  - ランデブーしてもいいじゃない （編曲）[24]
  - 秋のプロムナード （編曲）[24]
  - DRIVE （編曲）[24]
  - ラブ♡オフィス（作曲・編曲）[25][24]
  - 夢の中の幻 （編曲）[24]
  - Well, I don't need. （編曲）[24]
  - forever love （編曲）[24]
  - 高架下で （編曲）[24]
  - forever love (David Dub Mix) （編曲）[24]
  - I Miss You （編曲）[24]
  - Macho man（作曲・編曲）[24]
  - give me give me （編曲）[24]
  - #1 HAJIMALI （作曲・編曲）[24]
  - 休日の過ごし方 （編曲）[24]
  - 欲望に埋もれないで （編曲）[24]
  - 「愛」について （編曲）[24]
  - LOVE SUNDAY （編曲）[24]
  - さよならなんて言えない （編曲）[24]
  - UPSIDE-DOWN （作曲・編曲）[25][24]
  - #2 IKINUKI （作曲・編曲）[23][24]
  - ウ・マ・ク・イ・キ・ソ・ウ （編曲）[24]
  - I miss you (more house mix) （編曲）[24]
  - 言葉にできなくて （編曲）[24]

わ行
- WISE
  - Mirror feat. Salyu （演奏）
- Wyolica
  - in the rain （編曲）
  - SUN SUN EYES （編曲）

### 企画盤
- Disco Classics Vol.1 （1991年7月21日） 
  - Dr. Dragon & The Oriental Express Featuring Connie Yee "Sexy Bus Stop (Instrumental Grove Mix)" （リミックス）[26]
  - The Eastern Gang "Sunny Faces (Raduc Club Mix)" （リミックス）[26]
- 日本全国御当地ラップ （1991年10月21日）
  - イーチャの歌 （作曲）
  - 道産子ラップ上京バージョン （作曲）
- RADIO HEAVEN （1992年7月22日）
  - 哀しき天使 （作曲・編曲・演奏）
  - BIRTH OF UNIVERSE （作曲・編曲・演奏）
  - プレート・ランナー （作曲・編曲・演奏）
  - 萬メリ（作曲・編曲・演奏）
  - RADIO RADIO HEAVEN （作曲・編曲・演奏）
  - ルパン13世 （作曲・編曲・演奏）[27][28]
  - 私の青空 （編曲・演奏）[28]
  - Bond Age 2 （作曲・編曲・演奏）

### 配信
- ヱヴァンゲリヲン新劇場版:破
  - Les Bêtes-Royal Mirrorball Remix （2009年6月27日 リミックス） ※オリジナルサウンドトラックの先行配信曲
- アンジェラベイビー
  - Everyday's a Beautiful Story （2011年3月23日 作曲・編曲）
- HIGHSCHOOLSINGER ※シンガー発掘企画
  - Tooom!!! "TAKE ME HIGHER!!!"
  - Meg "Stardust"
  - Minami "いつもとなりで"
  - Mai "キミのいない季節"
  - $KAZ$ "君と一緒に"
  - あいぴぴ "ズバリ夢中♡"
  - ENA "Secret love"
  - Akino "永久の果てまで"
  - YUME "Loneliness"
  - emilly "友達のままで"
  - すがこ "サヨナラの傷跡"
  - 船岡咲 "君恋"
  - er!ka "帰り道"
  - 1point. "kirakira"
  - RIO "One Step"
  - あずさ "DESTINY"
  - kozu. "泣き虫"
  - chika "Dan Dan Dan"
  - うさぎ餅 "ジレンマ"
  - 汐海 "ロマンス"
  - ♂晴♀ "Poker Game"
  - 華住 "Next"

（以上2011 - 2012年 作曲・編曲）

### イメージアルバム
- りびんぐゲーム （1993年1月27日）
  - 何もない、何もない、何もない （作曲・編曲）
  - TOKYO 〜Afternoon Noise （作曲・編曲）
  - りびんぐ三拍子 〜せまい！きたない！金がない！ （作曲・編曲）

### テレビ番組
- 木曜の怪談'97 （1997年8月21日）
  - 爆裂!分身娘 （分身前） （作曲・編曲）
  - 爆裂!分身娘 （分身後） （作曲・編曲）
  - Crazy Doctor （作曲・編曲）
  - 若木一家の団欒 （作曲・編曲）
  - FLOWER & FLOWER〜はなとはな〜 (Ver.2.0) （編曲）
- ときめきメモリアル Only Love 「秘密」 （2007年2月7日） 
  - 秘密 [歌：天宮小百合（牧島有希）・春日つかさ（吉川友佳子）・弥生水奈（藤田咲）] （編曲）

### ゲーム
- beatmania maniac-tracks from IIDX 2nd style，Yebisu （2000年3月16日）
  - Anal Spyder "Macho Gang" （作曲・編曲）[29][8]
- 格闘料理伝説ビストロレシピ オリジナル・サウンドトラック （2002年6月21日）
  - Daisy Chain "White Pearl" （作曲・編曲）
- スマホアプリ『アイカツ!フォトonステージ!!』スプリットシングル AIKATSU SCRAPBOOK 01 (2017年7月19日)
  - わか from STAR☆ANIS & るか from AIKATSU☆STARS "星空のフロア" （作曲・編曲）

## 雑誌掲載
- キーボードマガジン （2000年5月号）
- B.L.T.（2012年1月号）小出祐介「完全在宅主義者」インタビュー
- サウンド&レコーディング・マガジン（2012年4月号）「私の手放せない一品〜松井寛のSONY MDR-Z900」
- DTM専門誌「サウンド・デザイナー」（2016年1月号）「第一特集:機材の選び方と曲作りの手順がわかる!

「今日からDTMができる本」

## WEB記事
- ヒロインたちのうた。 第3回 (CD-Journalインタビュー)
- 松井寛×南波一海 with 東京女子流 - CDJournal CDJ PUSH  2014年02月27日
- 「音楽は数学だ」東京女子流の楽曲に秘められた音づくりの理論  TOKYO AUDIO STYLE ― 第3回 (ASCII.jp) 2015年01月22日
- 「松井寛×tofubeats 対談」 東京女子流「Never ever」発売記念特集 (音楽ナタリーPower Push) 2015年06月24日